# Rosemont, Illinois
Rosemont este un sat din comitatul Cook al statului Illinois (Statele Unite ale Americii), situat imediat la nord-vest de Chicago. Recensământul din 2010 a evidențiat că Rosemont avea o populație de 4.202 de persoane. Satul a fost înființat în 1956, deși acea zonă era locuită cu mult timp înainte. În timp ce suprafața și populația zonei Rosemont sunt relativ mici între municipalitățile din zona metropolitană din Chicago, satul este un centru major pentru activitatea comercială din regiune și este o componentă cheie a Coridorului de Aur.